# Сифеньтань
Сифеньтань (кит. 四分滩站, пін. Sìfēntān Zhàn) — залізнична станція в КНР, розміщена на Баотоу-Ланьчжоуській залізниці між станціями Уюань та Ліньхе.
Розташована в повіті Уюань міського округу Баяннур (автономний район Внутрішня Монголія).